# Дорофеев, Яков Дорофеевич
Я́ков Дорофе́евич Дорофе́ев (? — 21 сентября 1832) — правитель Уналашкинской конторы Российско-американской компании, первый исследователь северной части залива Сан-Франциско и реки Славянка (ныне Рашен-Ривер).

## Биография
Родился в Олонецкой губернии.
С 1802 занимался промыслом каланов на службе байдарщиком в Российско-Американской компании. В 1823 участвовал в байдарочной экспедиции по реке Славянка, в 1824 исследовал побережье залива Сан-Франциско, а в конце 1820-х по возвращении на Аляску, назначен правителем Уналашкинской конторы, где в его подчинении находились острова Уналашка, Саннах, Унга, Умнак, Акун и Унимак. На этом посту он находился до самой смерти 21 сентября 1832.
Умер и похоронен в Капитанской гавани на острове Уналашка.